# Núria Mendoza Miralles
Núria Mendoza Miralles (Barcelona, Barcelonès, 15 de desembre de 1995) és una futbolista catalana.
Defensa, es formà a la cantera del Reial Club Deportiu Espanyol de Barcelona, amb el qual debutà a la Primera divisió estatal la temporada 2010-11. El 2015 fitxà per la Reial Societat de Futbol, aconseguint una Copa de la Reina (2019). La temporada 2021-22 fitxà pel Llevant Unió Esportiva. Ha sigut internacional amb la selecció espanyola sub-17 i sub-19.